# انسفالوپاتی
انسفالوپاتی (به انگلیسی: Encephalopathy) یک اختلال عملکرد یا بیماری مغز است. در پزشکی نوین، انسفالوپاتی یه یک بیماری خاص گفته نمی‌شود، بلکه یک نشانگان یا سندروم همراه با اختلال کلی در کارکرد مغزی است. این نشانگان می‌تواند در اثر عواملی با ریشه ارگانیک و آلی یا ناارگانیک باشد.
برخی منابع تمامی بیماری‌های غیرقابل برگشت را انسفالوپاتی می‌نامند و برخی دیگر انواع قابل برگشت را در زیرگروه جای می‌دهند. اما در پزشکی همه آن‌ها انسفالوپاتی در نظر گرفته می‌شوند. برای نمونه بیماری پریون و رنجوری‌های مغزی اسفنجی همواره کشنده در نظر گرفته شده اما سایر انسفالوپاتی‌های ناشی از سموم، تغذیه و غیره زیردسته قابل برگشت جای می‌گیرند.

## انواع
مهمترین انواع انسفالوپاتی شامل:
- انسفالوپاتی بیلیروبینی یا کرن‌ایکتروس در اثر رسوب کردن بیلیروبین در ماده خاکستری دستگاه عصبی مرکزی.
- انسفالوپاتی مشت‌زنی که در موارد ضربات مداوم به سر در ورزش مشت‌زنی پدید می‌آید.
- انسفالوپاتی لایم در اثر عفونت باکتریایی عامل بیماری لایم ایجاد می‌گردد.
- انسفالوپاتی کبدی یا گیجی و کما در اثر نارسایی کبدی.
- انسفالوپاتی اسفنجی گاوی یا جنون گاوی.
- انسفالوپاتی ورنیکه در اثر کمبود تیامین یا همان ویتامین ب۱.
- انسفالوپاتی هایپرتنسیو یا ناشی از فشار خون بالا.
- انسفالوپاتی اورمیک

| Type                                 | Causes |
| ------------------------------------ | --- |
| Excessive nitrogen load              | Consumption of large amounts of protein, gastrointestinal bleeding e.g. from esophageal varices (blood is high in protein, which is reabsorbed from the bowel), renal failure (inability to excrete nitrogen-containing waste products such as urea), constipation           |
| Electrolyte or metabolic disturbance | هیپوناترمی (low sodium level in the blood) and hypokalaemia (low potassium levels)—these are both common in those taking diuretics, often used for the treatment of ascites; furthermore alkalosis (decreased acid level), hypoxia (insufficient oxygen levels), dehydration |
| Drugs and medications                | آرام‌بخشs such as benzodiazepines (often used to suppress alcohol withdrawal or anxiety disorder), narcotics (used as painkillers or drugs of abuse) and sedative antipsychotics, alcohol intoxication                                                                        |
| Infection                            | سینه‌پهلو، urinary tract infection, spontaneous bacterial peritonitis, other infections |
| Others                               | جراحی، progression of the liver disease, additional cause for liver damage (e.g. alcoholic hepatitis, hepatitis A) |
| Unknown                              | In 20–30% of cases, no clear cause for an attack can be found |

## نشانه‌ها
ویژگی انسفالوپاتی حالت ذهنی تغییر یافته‌است. بسته به نوع و شدت انسفالوپاتی علائم عصبی٬از دست دادن عملکردهای شناختی، تغییر خفیف شخصیتی، ناتوانی در تمرکز، بی حالی، و افسردگی آگاهانه شایع هستند. دیگر علائم ممکن است شامل مایوکلونوس یا کشش غیرارادی یک عضله یا گروهی از عضلات، آستریکسی (از دست دادن ناگهانی تون عضلات)، نیستاگموس (حرکات غیرارادی و سریع چشم)، لرزش، تشنج و اختلالات تنفسی مانند تنفس شِین-استوکس (اپیلاسیون دوره‌ای و توقف دوره‌های جزر و مدی) باشند.